# Zamek w Reszlu
Zamek w Reszlu – zamek reszelski położony jest nad brzegiem rzeki Sajny, w południowo-wschodniej części miasta.
Powstał w latach 1350–1401. Był wielokrotnie oblegany i kilkakrotnie zdobywany przez wojska polskie i krzyżackie. W XIX wieku zamek zaadaptowano na więzienie i dopiero po II wojnie światowej postanowiono gruntownie go odrestaurować.
Obecnie na zamku mieści się m.in. oddział Muzeum Warmii i Mazur w Olsztynie, hotel i restauracja.

## Historia

### Strażnica
Budowla ta należała, podobnie jak w Ornecie, Lidzbarku Warmińskim, Jezioranach i Braniewie, do tzw. zamków biskupich. W latach 1251 i 1255 w wyniku ustaleń pomiędzy zakonem krzyżacki i biskupami Warmia została podzielona między biskupów i kapitułę.
Przed nastaniem Krzyżaków, a także biskupów warmińskich okolice Reszla zamieszkiwały pruskie plemiona Bartów. W fundamentach zamku, w południowym skrzydle, archeolodzy odnaleźli ślady umocnień, które pochodzą z okresu przedkrzyżackiego. Po dokonaniu podboju Warmii w latach 40. XIII wieku fortyfikacje te wykorzystali zapewne Krzyżacy na potrzeby własnej strażnicy. To, że istniał w tym miejscu gródek, potwierdza dokument wystawiony przez biskupa warmińskiego Anzelma 27 grudnia 1254 roku, kiedy ustalono granicę między włościami biskupimi a terytoriami podległymi zakonowi. Już wówczas Reszel określany był łacińskim mianem castrum.
Mimo że należał do biskupów, wobec zagrożenia pruskiego do 1273 były tam osadzone załogi krzyżackie. Obawy nie były bezpodstawne. W 1260 wybuchło powstanie pruskie. W pierwszych miesiącach walk Krzyżacy utracili większość placówek na Warmii. Załoga Reszla, nie czekając na pruskie oblężenie, spaliła strażnicę i ukradkiem uciekła. Ostatecznie do 1273 powstanie Prusów zostało stłumione.

### Budowa warowni

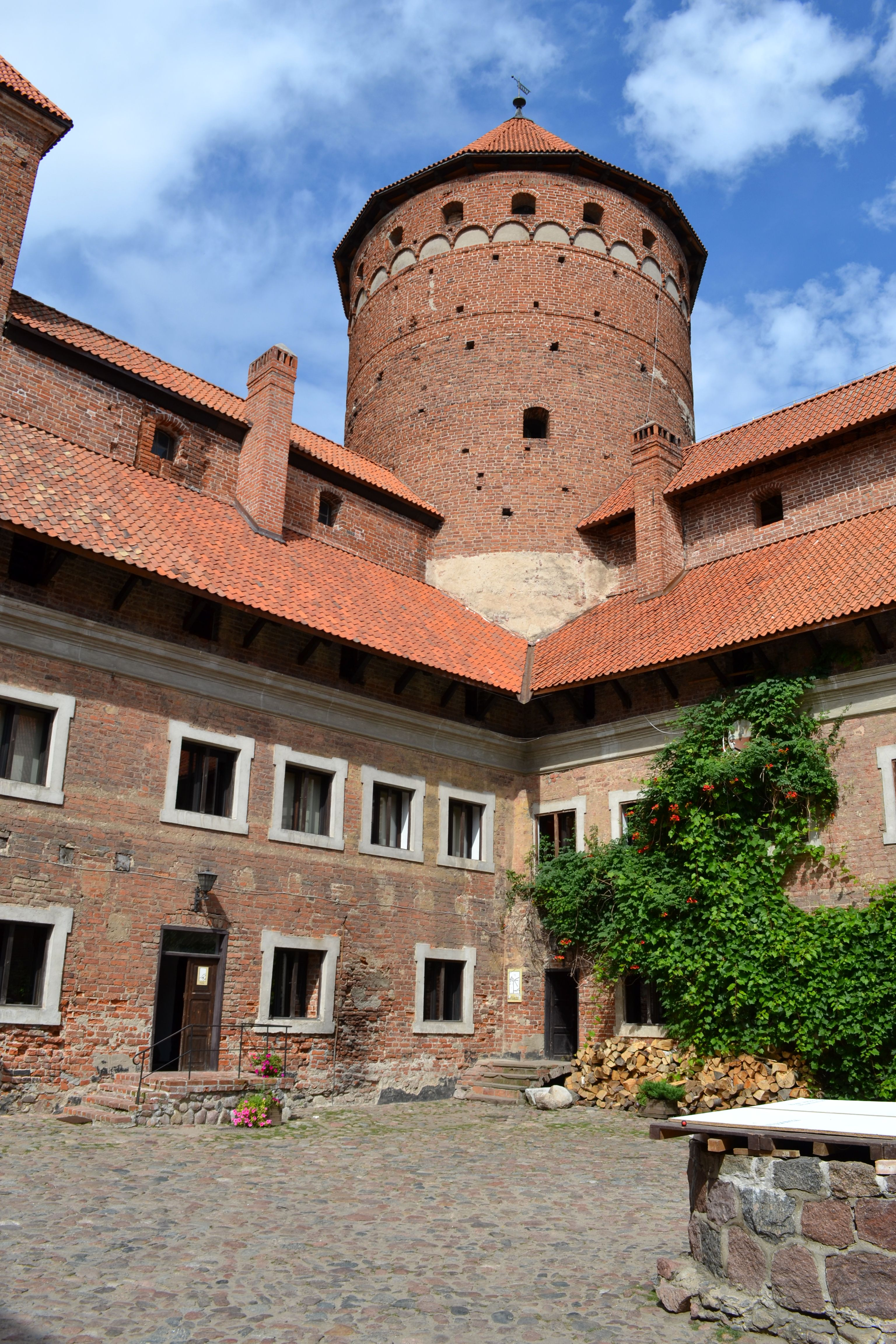
Wieża zamku biskupów warmińskich w Reszlu

Po powrocie do Reszla Krzyżacy odbudowali gródek, który w postaci drewniano-ziemnej warowni przetrwał zapewne aż do połowy XIV wieku. Ponieważ obok rozwinęła się osada, która w 1337 uzyskała lokację na prawie chełmińskim, wkrótce pilną potrzebą stało się jej zabezpieczenie. Najprawdopodobniej pierwszy powstał zamek biskupi. Wkrótce zaś miasto, które wyrosło obok niego, połączono murami obronnymi umocnieniami tej biskupiej warowni. Całość założenia sprawiła wrażenie jednego potężnego systemu obronnego, ale wieże zamku zdecydowanie przewyższały baszty miejskie. Gdyby miasto padło wtedy zamek mógłby się bronić dalej, natomiast gdyby nieprzyjacielowi udał się zdobyć warownię, miasto zostałoby bezbronne.

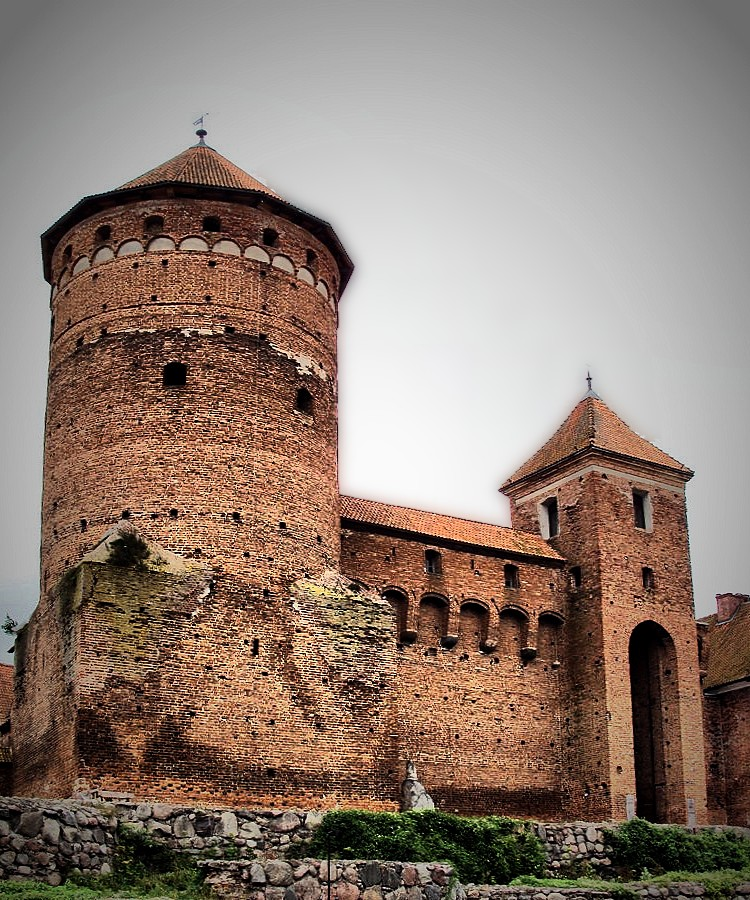
Brama główna

Na miejscu strażnicy wzniesiono zamek, który objął południowo-wschodnie naroże miasta. Był to czworoboczny obiekt o wymiarach 43x45 metrów. Najpierw budynek powstał od strony wschodniej. Z pozostałych stron dziedziniec został zamknięty ceglanym murem, wzniesionym na kamiennej podstawie. Wjazd na zamek umiejscowiono w kurtynie zachodniej. W narożu północno-zachodnim wzniesiono potężną cylindryczną wieżę postawioną na kwadratowym cokole. Od XIV do XVI wieku była ona kilkakrotnie podwyższana. Osiągnęła osiem kondygnacji, a grubość muru na najwyższych piętrach przekraczała cztery metry. Początkowo, kiedy była niższa posiadała krenelaż, natomiast w XVI wieku po podwyższeniu przystosowano ją do broni palnej. W górnym odcinku zastosowano fryz arkadowy i okienka strzelnicze zamiast krenelażu. Wieża posiadała też stożkowaty dach, który spłonął kiedy wybuchł pożar. W końcu XIV wieku rozbudowana została także brama wjazdowa. Przejazd bramny zabezpieczono wysoką czworoboczną wieżą wysuniętą przed lico muru. Opuszczona brona zamykająca wjazd umiejscowiona została w wysokiej na kilkanaście metrów wnęce. Nad wnęką znajdowały się jeszcze dwie kondygnacje, w których mieściły się pokoje straży. Wejście na wieżę bramną wiodło z chodników straży, które biegły wzdłuż muru obronnego od wewnątrz. W kurtynie północnej na odcinku wiodącym do wieży głównej, otworzono system zwieńczenia muru. Od strony zachodniej mur kurtynowy składa się z zadaszonego od wewnątrz chodnika straży, machikułów oraz okienek strzelniczych.

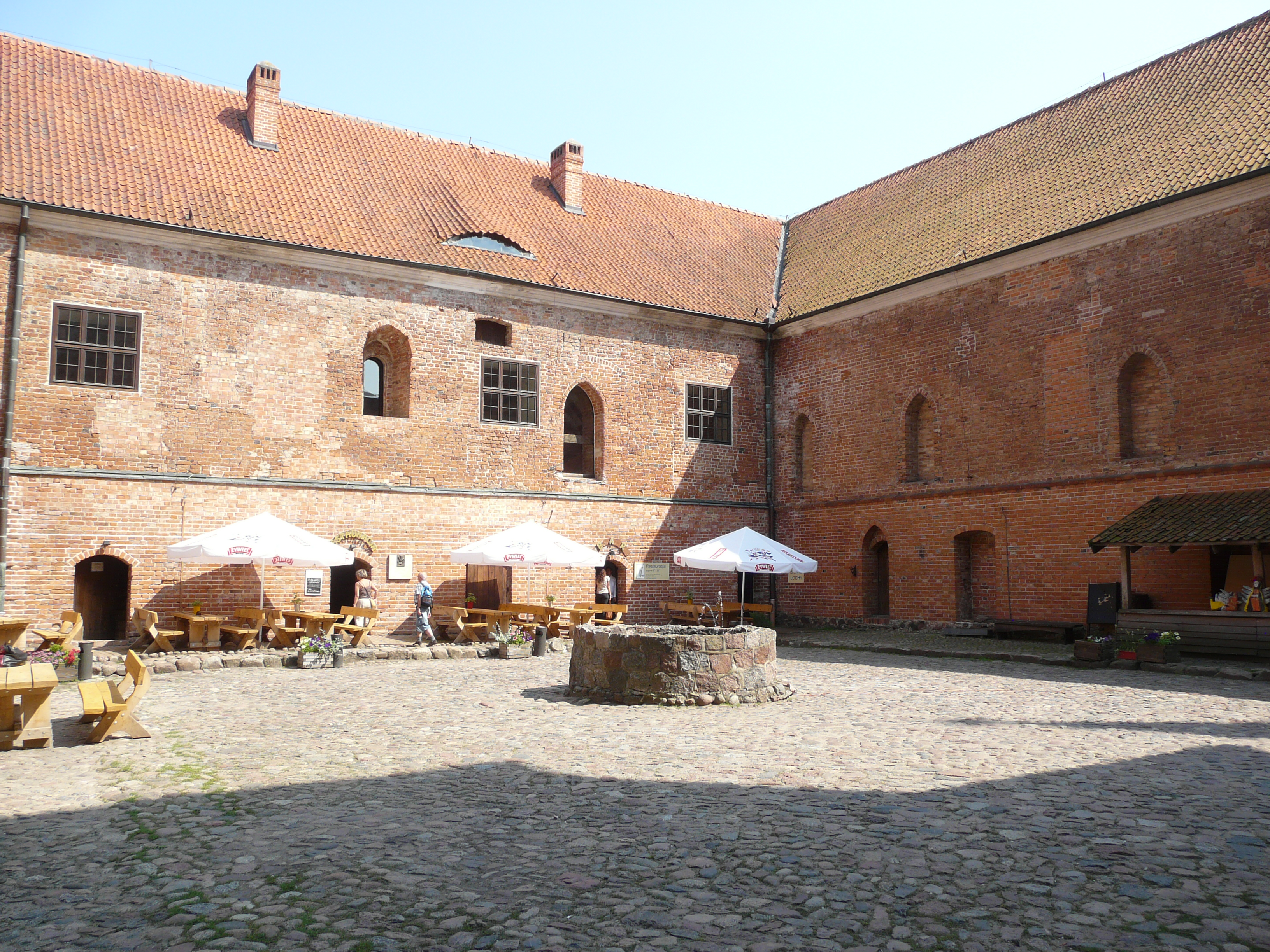
Dziedziniec

Na przełomie XIV i XV wieku wzniesiono od południa nowy budynek mieszkalny. Specjaliści twierdzą, że w narożu południowo-wschodnim była jeszcze jedna wieża, być może bliźniaczo podobna do zachowanej północno-wschodniej. W czterokondygnacyjnym budynku wschodnim w piwnicach znajdowały się magazyny i składy żywności. Na parterze były m.in. kuchnia, spiżarnia i zbrojownia. Na pierwszym piętrze – komnaty mieszkalne. Tam miał swoje pokoje burgrabia sprawujący pieczę nad zamkiem. Najwyższą kondygnację wykorzystano także jako magazyn i spichlerz. Na to piętro można się było dostać z chodników straży. Trzykondygnacyjne skrzydło południowe miało charakter reprezentacyjny. Na jego pierwszym piętrze znajdowały się pokoje biskupa oraz refektarz, a w części południowo-wschodniej kaplica, która posiadała sklepienie gwiaździste. Również pozostałe pomieszczenia na piętrach obu skrzydeł prawdopodobnie posiadały sklepienia gwiaździste i krzyżowo-żebrowe.
Komunikację między budynkami zapewniały ozdobne murowane krużganki.

### Modernizacja
W XV wieku system obronny zamku zmodernizowano. Powstał wówczas jeszcze jeden pas obronny. Niższy zewnętrzny mur otoczył całe XVI – wieczne założenia. Wjazd na zamek umieszczony został w południowo-zachodnim narożu, w kwadratowej wieży bramnej. Wzmocniono północną kurtynę murów, wzniesiono tam dwie półokrągłe baszty trzecią, w ¾ okrągłą, która poprzedza główną wieżę. Środkowa baszta była jednocześnie latryną zamkową. Miała połączenie ze skrzydłem północnym nadwieszonym murowym chodnikiem.

### Dzieje militarne

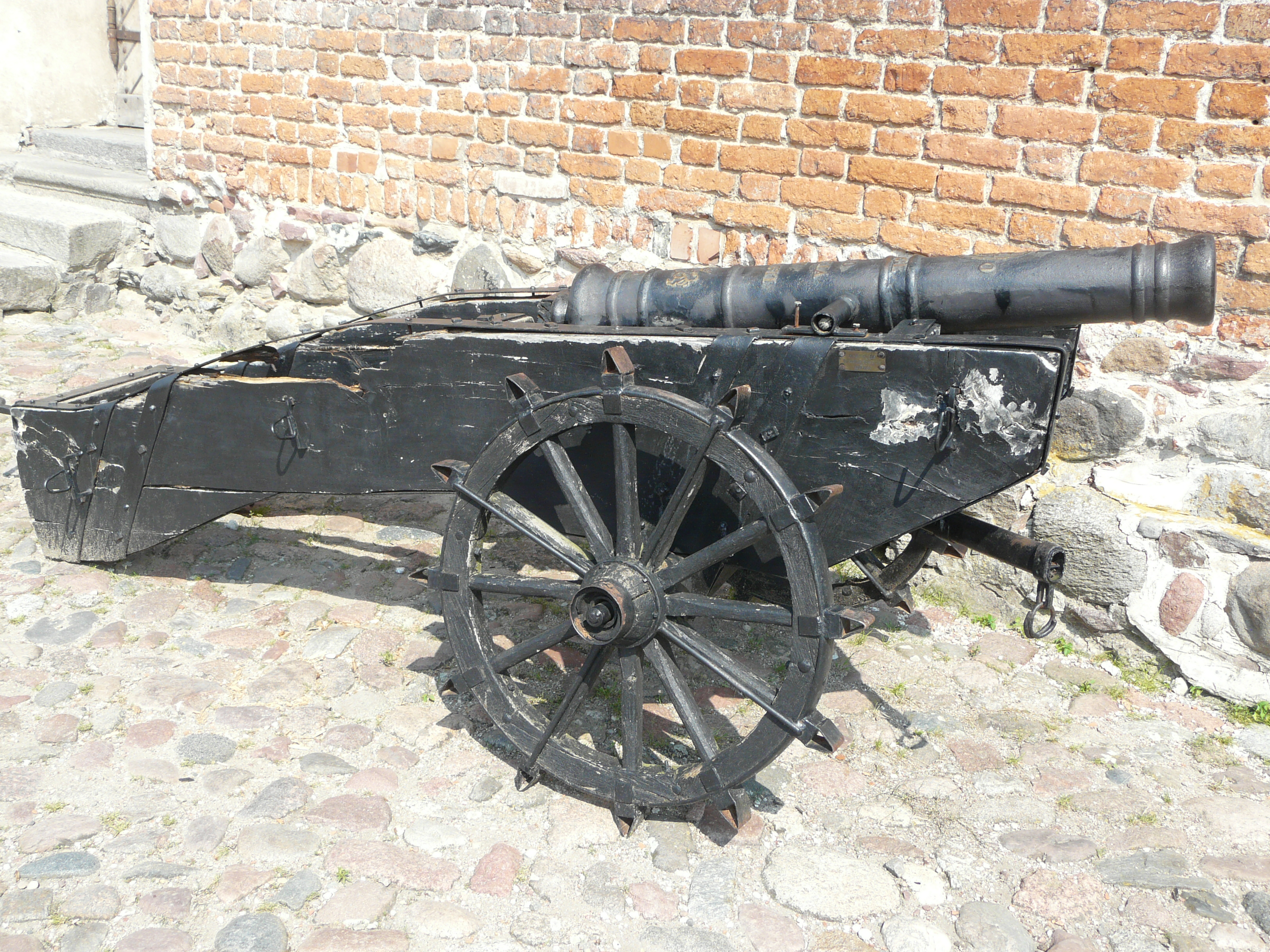
Działo na zamku

Zamek reszelski mimo doskonałych umocnień, był wielokrotnie zdobywany, bowiem albo nie miał go kto bronić, albo załoga nie była zbyt zdeterminowana do walki. Wydaje się, że wojska polskie zajęły go, nie napotykając większego oporu, zarówno w 1410, jak i w 1414. Być może dzięki temu miasto i zamek nie zostały wówczas poważnie zniszczone.
W czasie wojny trzynastoletniej miasto wraz z załogą zamku przystąpiło do Związku Pruskiego, konfederacji miast i szlachty Pomorza Gdańskiego, działającej przeciwko władzy Krzyżaków. Już w sierpniu 1455 podeszły pod miasto krzyżackie oddziały zaciężne pod dowództwem komtura von Plauena. Po zdobyciu zamku władzę przejął starosta krzyżacki. Władał nim do 1462, kiedy Krzyżacy oddali zamek sprzymierzającemu się wówczas biskupowi warmińskiemu Pawłowi Legendorfowi. W końcowym okresie wojny biskup ponownie przeszedł na stronę polską, a Reszel stał się miejscem koncentracji polskich wojsk.
W czasie tzw. wojny księżej w 1472 zamek, obsadzony przez rycerza mazurskiego w imieniu króla Polski, był bezskutecznie oblegany przez biskupa Tungena.
Podczas ostatniej wojny polsko-krzyżackiej w latach 1519–1521 biskup warmiński bez walki przekazał swe zamki polskim wojskom.

### Późniejsze zmiany

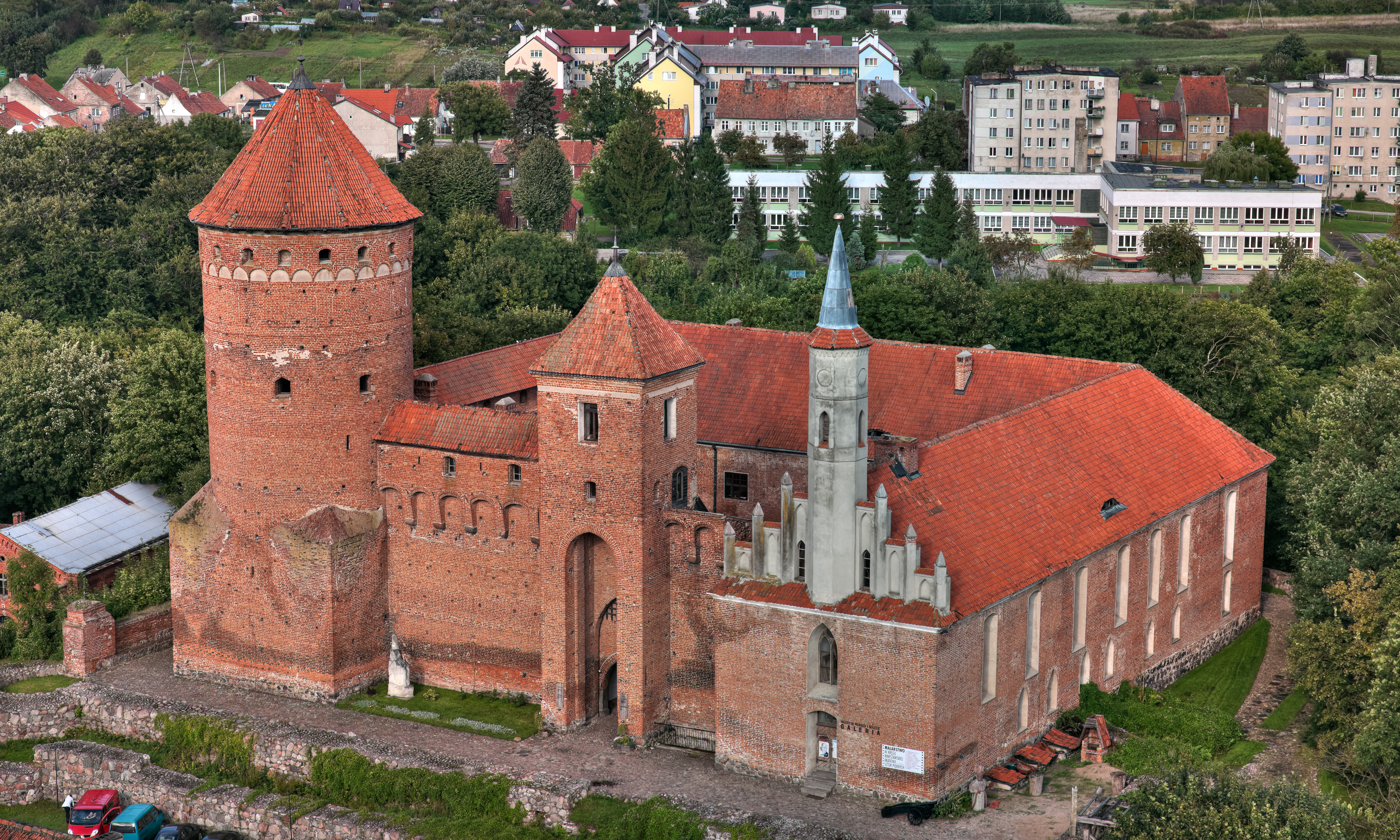
Widok na zamek z góry

W latach 1594–1597 z inicjatywy kardynała Andrzeja Batorego, bratanka króla Stefana Batorego, zamek przebudowano. W 1596 roku nadbudowano wieżę główną. Zasadniczo jednak warownię przekształcono w rezydencję. Zamek ostatecznie utracił znaczenie militarne. Często przybywali tu kolejni biskupi warmińscy. Zamek, jak wiele innych, został zniszczony w epoce wojen polsko-szwedzkich. Szwedzi, którzy byli protestantami, ochoczo grabili posiadłości Kościoła katolickiego w całej Europie. Kolejne stulecia nie przyniosły przywrócenia świetności warowni biskupiej.
Po pierwszym rozbiorze Polski królowie pruscy utworzyli na zamku więzienie. W 1806 wybuchł pożar miasta i zamku. Zniszczeniu najbardziej uległa wieża główna. W 1807 wybuchł kolejny, który spustoszył do końca zamek. Po pożarze jedyną ocalałą zabudową była wybudowana pod koniec XVIII wieku część kompleksu szkolno-klasztornego jezuitów składająca się z dwóch piętrowych gmachów szkolnych łączących cechy baroku i klasycyzmu.
W latach 20. XIX w. południowe skrzydło zaadaptowano na kościół ewangelicki. Skrzydło wschodnie i południowe zostały obniżone do wysokości murów kurtynowych. Zamurowano lub przekształcono wiele otworów okiennych i drzwiowych. Rozebrano do końca mury obronne, bramę wjazdową i basztę w narożniku północno-zachodnim. Zeszpeciło to architekturę założenia, które w tej formie pozostaje do dziś.
W okresie międzywojennym rozpoczęto na zamku prace rekonstrukcyjne, które z przerwami trwają do chwili obecnej.